# (4933) Tylerlinder
(4933) Tylerlinder – planetoida z głównego pasa planetoid okrążająca Słońce w ciągu 3,56 lat w średniej odległości 2,33 au. Odkrył ją Henri Debehogne 2 marca 1984 roku w Obserwatorium La Silla. Nazwa planetoidy pochodzi od Tylera Lindera (ur. 1986) – astronoma z Astronomical Research Institute, zajmującego się obserwacjami planetoid.